# Emilia Lepida (córka triumwira)
Aemilia Lepida – córka Marka Emiliusza Lepidusa i Junii Starszej – córki Decymusa Juniusza Silanusa i Serwilli.
Była żoną Gnejusza Domicjusza Ahenobarbusa, konsula w 32 p.n.e. Jej jedynym synem był Lucjusz Domicjusz Ahenobarbus, konsul w 16 p.n.e., a prawnukiem cesarz Neron.